# Comuna Proletarske, Korop
Proletarske (în ucraineană Пролетарське) este o comună în raionul Korop, regiunea Cernihiv, Ucraina, formată din satele Dribți, Horohove, Karațiubîne, Novoselîțea și Proletarske (reședința).

## Demografie
Componența lingvistică a comunei Proletarske
     Ucraineană (98,66%)
     Rusă (1,34%)
Conform recensământului din 2001, majoritatea populației comunei Proletarske era vorbitoare de ucraineană (98,66%), existând în minoritate și vorbitori de rusă (1,34%).